# Viktorija Tkačuk
Viktorija Viktorivna Tkačuk (in ucraino Вікторія Вікторівна Ткачук?; trasl. angl.: Viktoriya Viktorivna Tkachuk; Netišyn, 8 novembre 1994) è un'ostacolista ucraina, specializzata nei 400 metri ostacoli, disciplina in cui ha vinto una medaglia d'argento agli Europei di Monaco di Baviera 2022.

## Palmarès
| Anno | Manifestazione  | Sede           | Evento      | Risultato  | Prestazione | Note                                     |
| ---- | --------------- | -------------- | ----------- | ---------- | ----------- | ---------------------------------------- |
| 2012 | Mondiali U20    | Barcellona     | 400 m piani | Semifinale | 55"02       |                                          |
| 2012 | Mondiali U20    | Barcellona     | 4×400 m     | 4ª         | 3'37"02     |                                          |
| 2013 | Europei U20     | Rieti          | 400 m piani | Batteria   | 55"35       |                                          |
| 2015 | Europei U23     | Tallinn        | 400 m hs    | Semifinale | 57"30       |                                          |
| 2015 | Europei U23     | Tallinn        | 4×400 m     | 5ª         | 3'32"86     |                                          |
| 2015 | Mondiali        | Pechino        | 400 m hs    | Batteria   | 57"38       |                                          |
| 2016 | Europei         | Amsterdam      | 400 m hs    | Semifinale | 56"17       |                                          |
| 2016 | Giochi olimpici | Rio de Janeiro | 400 m hs    | Semifinale | 56"87       |                                          |
| 2017 | Mondiali        | Londra         | 400 m hs    | Batteria   | 57"05       |                                          |
| 2018 | Europei         | Berlino        | 400 m hs    | 7ª         | 56"15       |                                          |
| 2021 | Giochi olimpici | Tokyo          | 400 m hs    | 6ª         | 53"79       |                                          |
| 2021 | Giochi olimpici | Tokyo          | 4×400 m     | Batteria   | 3'24"50     |                                          |
| 2022 | Mondiali        | Eugene         | 400 m hs    | Semifinale | 54"24       | Miglior prestazione personale stagionale |
| 2022 | Mondiali        | Eugene         | 4×400 m     | Batteria   | 3'29"25     |                                          |
| 2022 | Europei         | Monaco         | 400 m hs    | Argento    | 54"30       |                                          |
| 2023 | Mondiali        | Budapest       | 400 m hs    | Semifinale | 55"43       |                                          |
| 2024 | World Relays    | Nassau         | 4×400 m     | Batteria   | 3'32"31     |                                          |